# Den mörka floden
Den mörka floden är en psalm med text skriven 1965 av Karl-Gustaf Hildebrand och musik skriven 1959 av Sven-Erik Bäck.

## Publicerad som
- Nr 901 i Psalmer i 90-talet under rubriken "Sjukdom, lidande och nöd".
- Nr 800 i Verbums psalmbokstillägg 2003 under rubriken "Framtiden och hoppet".